# Week van het Landschap
In de Week van het Landschap lieten de Provinciale Landschappen het grote publiek kennis maken met de natuur dicht bij huis.
Elke provincie in Nederland heeft zijn eigen Provinciaal Landschap. Deze natuurbeschermers lieten in deze week aan het publiek zien hoe mooi de natuur in Nederland is, en hoe zij tezamen ruim achthonderd natuurterreinen met een totale oppervlakte van ongeveer 110.000 hectare beheren en onderhouden.
Het programma bestond uit wandel- en fietstochten, excursies onder leiding van een natuurgids, demonstraties van ambachten, tentoonstellingen, lezingen, streekmarkten en natuuractiviteiten voor kinderen. De locaties wisselden ieder jaar.
De Week van het Landschap vond plaats in de herfst, in oktober.

## Deelnemende organisaties
- Het Groninger Landschap
- It Fryske Gea
- Het Drentse Landschap
- Landschap Overijssel
- Het Flevo-landschap
- Geldersch Landschap en Kasteelen
- Utrechts Landschap
- Landschap Noord-Holland
- Zuid-Hollands Landschap
- Het Zeeuwse Landschap
- Het Brabants Landschap
- Het Limburgs Landschap